# 심재원 (영화인)
심재원(沈在元, 1968년 6월 11일 ~ )는 대한민국의 배우 겸 스텝가이다.

## 출연 작품

### 영화
출연
- 2020년 《프리즈너》- 카페사장 역
- 2007년 《트럭》- 도박장 건달 2 역
- 2006년 《강적》- 김중만 역
- 2006년 《예의없는 것들》- 약쟁이 2 역
- 2005년 《주먹이 운다》- 취조 형사 역
- 2004년 《그녀를 모르면 간첩》- 폭력배 4 역
- 2004년 《하류 인생》- 재룡이파 역
- 2004년 《아라한 장풍대작전》- 깡통 패거리 1 역
- 2002년 《보스 상륙 작전》- 경찰 나가요 역
- 2001년 《무사》- 용호군 역
- 1999년 《주유소 습격 사건》- 김만배 부하 역
- 1997년 《고수》- 메뚜기 역
- 1997년 《불새》- 두찬일파 역
- 1996년 《본 투 킬》- 조직원 역
- 1995년 《효자 달봉이》
- 1994년 《장미빛 인생》- 어깨들 역
- 1993년 《작은 거인》
- 1993년 《무정의 제3부두》- 상팔부하 역
- 1993년 《검은 모자》- 건달들 역
- 1991년 《뜨겁고 부드럽게》
- 1987년 《연산군》
- 1986년 《안개 기둥》

무술팀
- 2011년 《써니》
- 2008년 《1724 기방난동사건》
- 2008년 《숙명》
- 2008년 《미인도》
- 2002년 《유아독존》
- 1998년 《투캅스 3》
- 1997년 《넘버 3》
- 1995년 《런어웨이》

무술연기
- 1996년 《귀천도》
- 1995년 《테러리스트》

스턴트
- 2008년 《그 남자의 책 198쪽》
- 2004년 《태극기 휘날리며》
- 2003년 《청풍명월》
- 2001년 《흑수선》
- 1998년 《태양은 없다》
- 1998년 《짱》
- 1997년 《깊은 슬픔》
- 1996년 《나에게 오라》

무술감독
- 2007년 《세븐 데이즈》
- 2006년 《강적》
- 2002년 《정글 쥬스》

무술지도
- 2020년 《프리즈너》
- 2007년 《챔피언 마빡이》
- 2001년 《무사》

기타
- 2009년 《용서는 없다》액션팀
- 2008년 《지구에서 나는 법》무술

### 방송
- 2003년 SBS 《올인》
- 2002년 SBS 《야인시대》- 동대문파 역
- 1993년~1999년 MBC 《경찰청 사람들》